# Columbus Museum of Art

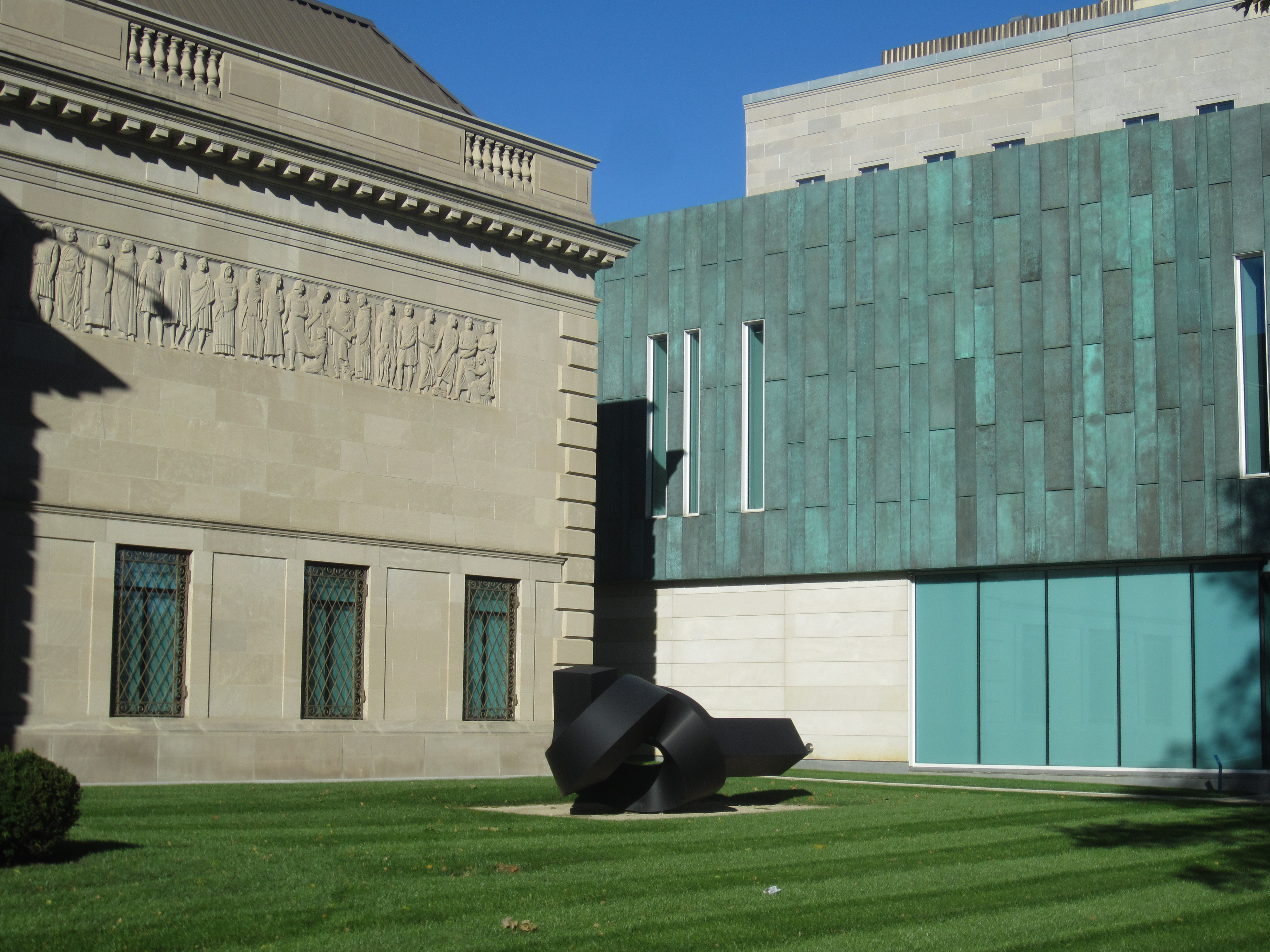
Columbus Museum of Art, Ohio. Altbau (1931) und Anbau (1974)

Das Columbus Museum of Art (CMA) ist ein Kunstmuseum im Stadtzentrum von Columbus, Ohio. Das Museum sammelt und stellt moderne und zeitgenössische amerikanische und europäische Kunst, Volkskunst, Glaskunst und Fotografie aus.

## Geschichte
Das Columbus Museum of Art (CMA) wurde 1878 als Columbus Gallery of Fine Arts gegründet und war das erste Kunstmuseum im Bundesstaat Ohio. Seit 1919 war es im Haus von Francis C. Sessions, einem Mitbegründer der Columbus Art School (heute Columbus College of Art and Design), untergebracht. Dieses Gebäude wurde 1923 abgerissen, um Platz für das heutige Museum zu schaffen, das am 22. Januar 1931 eröffnet wurde. Im Jahr 1974 wurde ein Anbau an der Rückseite des Gebäudes hinzugefügt. Zwischen 2007 und 2015 wurde das Museum umfassend renoviert und erweitert, wobei 2011 das Center for Creativity und 2015 der Margaret M. Walter Wing eröffnet wurden.

## Architektur

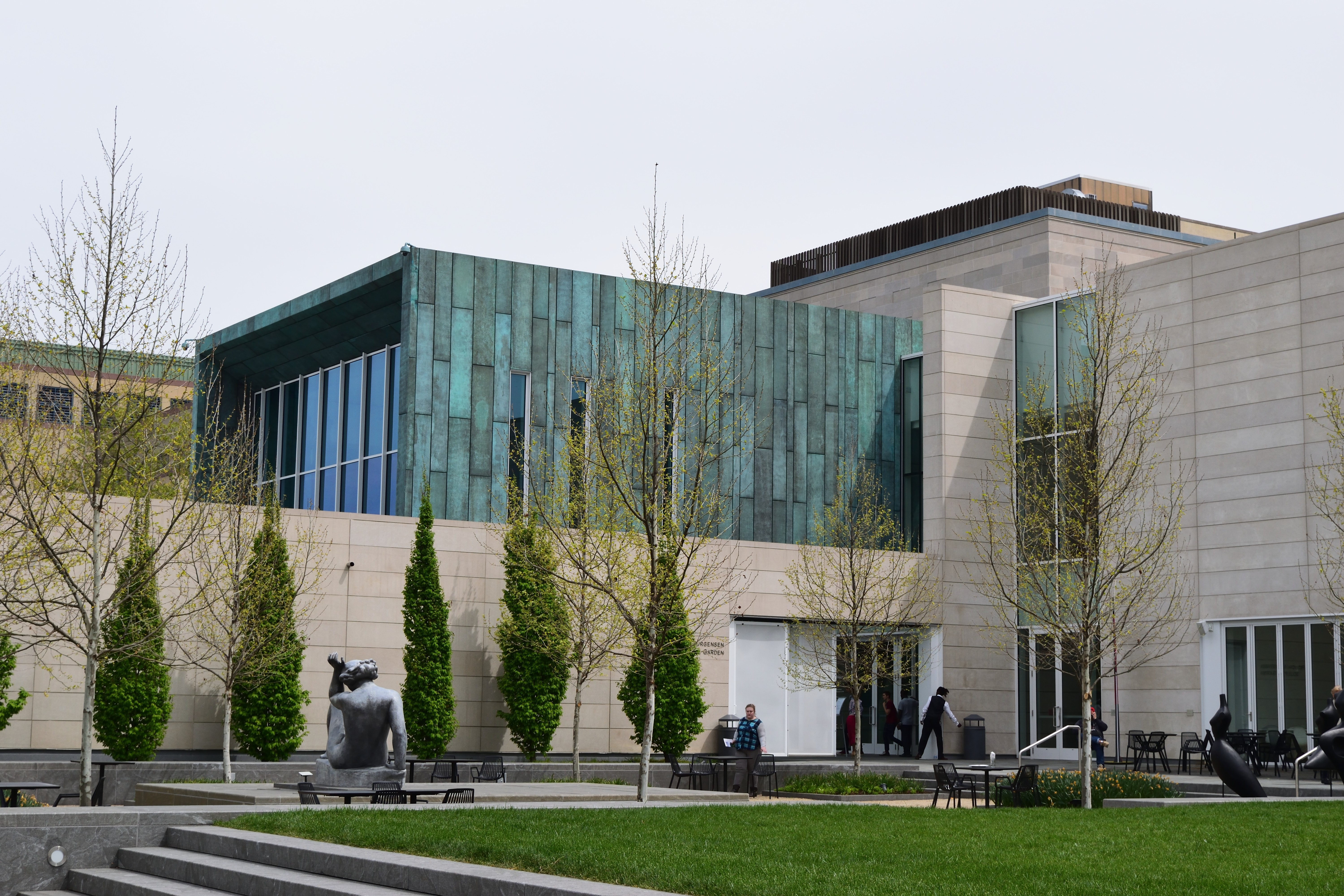
Anbau 1974

Das ursprüngliche Museumsgebäude von 1931, das heute als Elizabeth M. and Richard M. Ross Building bekannt ist, wurde von den Architekten Richards, McCarty und Bulford im Stil des Second Renaissance Revival entworfen. Es hat ein Betonfundament, Wände aus Kalkstein und Beton und ein abgestuftes Kupferwalmdach. Der 2015 eröffnete Margaret M. Walter Wing wurde von Michael Bongiorno von der DesignGroup entworfen. Der Bau des neuen Flügels war der dritte und letzte Teil eines dreiteiligen Masterplans. In dieser Phase wurde das ursprüngliche Wahrzeichen von 1931 um einen 50.000 Quadratmeter großen Flügel erweitert, der bestehende Flügel (Baujahr 1974) renoviert, Sonderausstellungen und Sammlungsräume erweitert, ein neuer Haupteingang, ein Shop und ein Restaurant geschaffen, ein neuer Skulpturengarten angelegt und die Außenanlagen modernisiert. Das Projekt wurde 2015 abgeschlossen.

## Sammlung

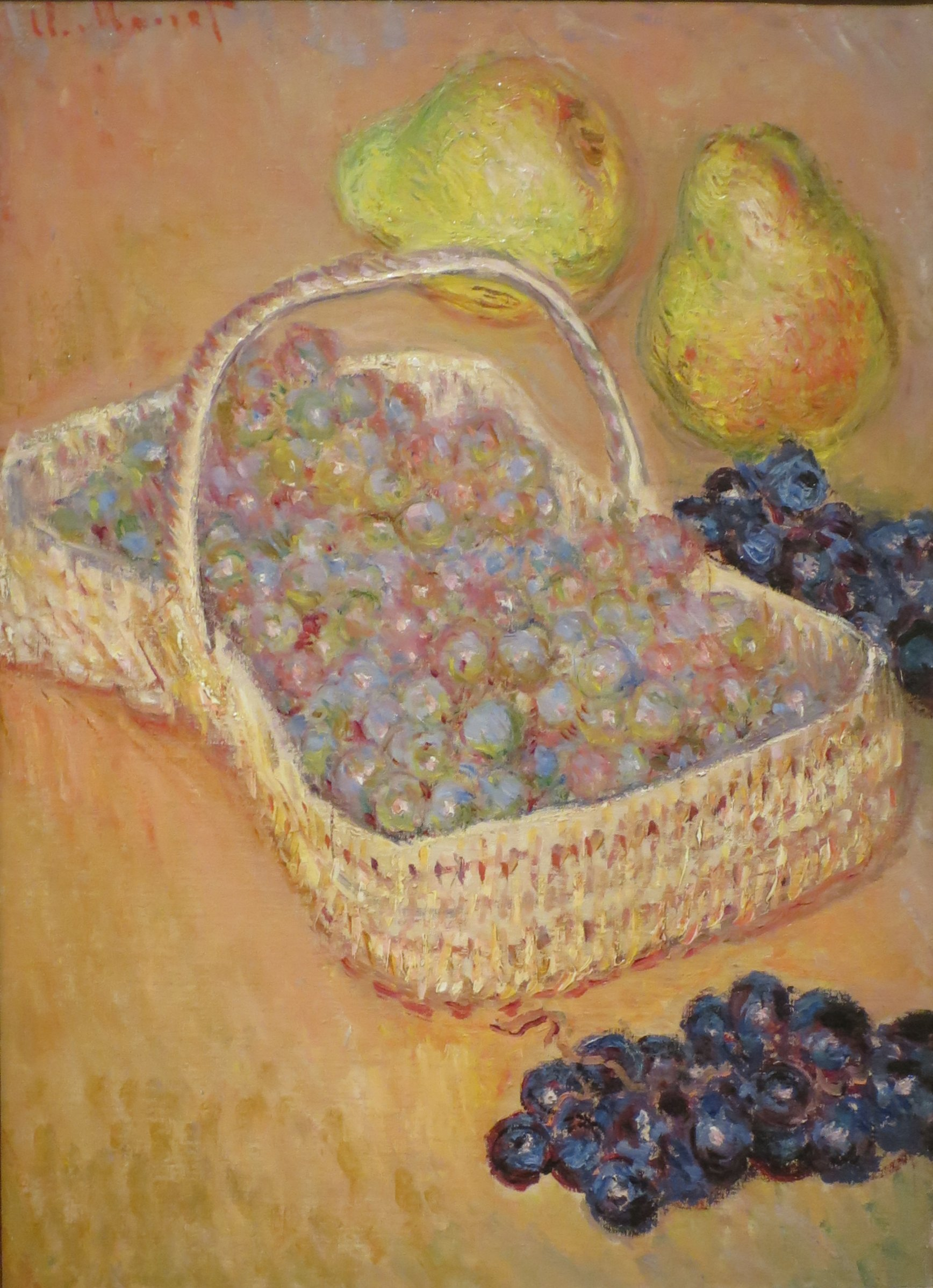
Korb mit Weintrauben von Claude Monet, Columbus Museum of Art

1931 besaß das CMA 500 Kunstwerke und 10 Galerieräume. Heute ist die Sammlung auf über 10.000 Werke angewachsen. Die ständige Sammlung des CMA umfasst herausragende Werke der amerikanischen und europäischen Kunst des späten 19. und frühen 20. Jahrhunderts, darunter frühe kubistische Gemälde von Pablo Picasso und Juan Gris sowie Werke von Paul Cézanne, Mary Cassatt, Edgar Degas, Henri Matisse, Claude Monet, Edward Hopper und Norman Rockwell. Das Museum beherbergt auch die größte Sammlung von Werken der in Columbus geborenen Künstler Aminah Brenda Lynn Robinson, Elijah Pierce (1892–1985) und George Bellows.